# Тихонин, Борис Тимофеевич
Борис Тимофеевич Тихонин (8 октября 1942 — 10 июля 2003) — советский хоккеист, нападающий. Мастер спорта СССР (1963).

## Биография
В первенстве СССР играл за команды СКА / СКА МВО Калинин (196162 — 1963/64), СКА (Куйбышев) (1963/64 — 1964/65, вторая группа класса «А»), «Крылья Советов» Москва (1964/65 — 1966/67), «Локомотив» Москва (1967/68 — 1970/71). В чемпионате провёл девять сезонов (1961/62 — 1969/70).
Преподаватель физического воспитания в МТУСИ.